# Diphucephala aurolimbata
Diphucephala aurolimbata är en skalbaggsart som beskrevs av Blanchard 1850. Diphucephala aurolimbata ingår i släktet Diphucephala och familjen Melolonthidae. Inga underarter finns listade i Catalogue of Life.